# Thakulf
Thakulf (* vor 837; † 1. August 873) war der erste nachweisbare Markgraf der Sorbenmark. In einem Brief des Abtes Hatto I. von Fulda (842–856) an Papst Leo IV. wurde er als Herzog der Thüringer betitelt.
Zum ersten Mal tritt Thakulf in einer Fuldaer Schenkungsurkunde im Jahre 837 als Zeuge auf. Im Jahr 848 schenkt er selbst dem Kloster Fulda aus seinem Eigenbesitz „provinciola Sarowe sita juxta Boemiam“, womit wahrscheinlich der Raum Saara und Schmölln im südlichen Pleißengau gemeint ist. Diese Besitzung ging dem Kloster Fulda jedoch wieder verloren, vielleicht in den Jahren nach 880 bzw. 892, als die Struktur der Sorbenmark erschüttert wurde. Die Fuldaer Annalen vermelden, dass er 855 versuchte, die Daleminzen zu unterwerfen. Im Jahr 858 führt er einen Feldzug gegen die Sorben.
Ratolf wurde 874 sein Nachfolger.